# 모로토구

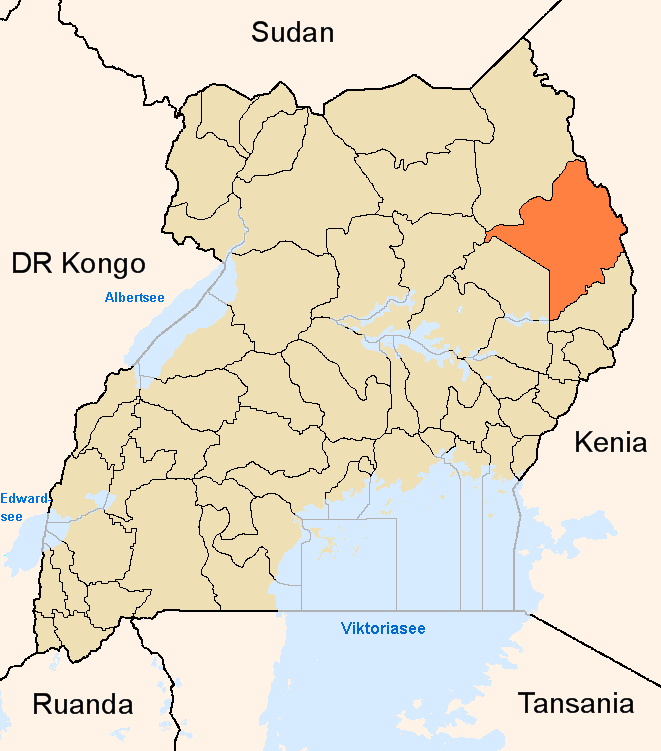
모로토 구의 위치

모로토구(Moroto)는 우간다 중남부에 위치한 구로, 행정 중심지는 모로토이며 면적은 14,352km2, 인구는 77,250명(2002년 인구 조사 기준)이다.
행정 구역상으로는 북부 주에 속하며 4개 군(보코라 군, 마세니코 군, 모로토 군, 피안 군)을 관할한다. 북쪽으로는 카봉 구와 코티도 구, 북서쪽으로는 아빔 구, 남서쪽으로는 아무리아 구와 카타퀴 구, 서쪽으로는 리라 구, 동쪽으로는 케냐 리프트밸리 주와 접한다.